# 毛邦初旧宅
29°35′45.48″N 121°13′45.38″E / 29.5959667°N 121.2292722°E
毛邦初旧宅，又称慰望庐，位于中国浙江省宁波市奉化区溪口镇岩头村北面，建于1931年，由毛邦初之父毛家建造，建筑坐西朝东，为三合院式，由一正两厢组成，均为两层楼房，北厢房山墙设有大门，正屋明间为敞堂，次间两侧设有楼梯，偏屋位于正屋之后，共两层，与厢房相连，2010年7月公布为奉化市文物保护单位，2023年9月1日公布为宁波市文物保护单位。